# 石崎光瑤
石崎 光瑤（いしざき こうよう、明治17年（1884年）4月11日 - 昭和22年（1947年）3月25日）は、日本の大正時代から昭和の初めにかけて活躍した日本画家。文展・帝展を中心に活動し、写実に基づく鮮やかで装飾的な花鳥画を得意とした。

## 略伝
富山県西礪波郡福光町（現在の南砺市）で、素封家・石崎和善の五男として生まれる。本名は石崎猪四一。石崎家は和泉屋の屋号で本業は麻布業だったが、江戸時代から蔵宿業を営み、町役人も務めた豪商だった。幼少より画才があり、明治29年（1896年）12歳頃東京から金沢に移り住んだ琳派の絵師・山本光一に師事する。光瑤の「光」は師から貰っており、この頃の光瑤は福光や金沢近郊を写生して廻ったという。これに飽き足らなくなると、師の薦めもあって同36年（1903年）19歳で京都の竹内栖鳳の門に入る。新古美術品展で受賞を重ねるなか、明治42年（1909年）吉田孫四郎、河合良成、野村義重ら4人と、ガイド宇治長次郎らの案内で、民間人としては初めて剱岳登頂に成功する（初登頂は柴崎芳太郎）。
大正元年（1912年）第6回文展に《薫園》が初入選、以後文展・帝展に出品を続ける。大正5年（1916年）から翌年にかけてインドを旅行。ヒマラヤ山脈登った後、アジャンター石窟群やエローラ石窟群などの古蹟を巡る。帰国後に第12回文展に出品した《熱国妍春》と、翌年第1回帝展の《燦雨》が特選となり、無監査となる。大正11（1922年）11月から翌年にかけてにはヨーロッパに外遊している。
その後も帝展に出品を続け、大正14年(1925年)から昭和20年(1945年)まで京都市立絵画専門学校（現・京都市立芸術大学）の教員を務めた。昭和8年（1933年）高野山金剛峯寺から障壁画制作の依頼を受け再度インドへ行き雪のヒマラヤ山脈に登り、帰国後貴賓室に襖40枚に及ぶ大作を制作している。昭和17年（1942年）に師の竹内栖鳳が亡くなると、石崎画塾を開いて後進の育成に務めた。しかし、昭和21年（1946年）脳溢血で倒れ床に伏すようになり、翌年死去した。享年62。
なお、光瑤の次男、石崎宏矩は父が写生のため集めた昆虫の標本に魅せられ、昆虫のホルモン等を研究して学士院賞を受賞した、名古屋大学名誉教授。
地元の南砺市立福光美術館では、光瑤の作品を約660点収蔵しており、専用展示室にて展示されている。

## 作品
| 作品名       | 技法         | 形状・員数         | 寸法（縦x横cm）     | 所有者                     | 年代                                  | 出品展覧会            | 款記・印章                                                            | 備考 |
| ------------ | ------------ | ------------------ | ------------------- | -------------------------- | ------------------------------------- | --------------------- | --------------------------------------------------------------------- | --- |
| 富山湾真景図 | 絹本著色     | 六曲一双           | 173.0x356.0（各）   | 南砺市立福光美術館         | 1898年（明治31年）頃                  |                       |                                                                       | |
| 松に孔雀図   | 紙本金地著色 | 六曲一双           | 157.0x342.0（各）   | 南砺市立福光美術館         | 1907年（明治40年）頃                  |                       |                                                                       | 円山応挙筆大乗寺「孔雀の間襖絵」8面に倣っている。                                                                                    |
| 鶴図         | 絹本著色     | 六曲一双           | 148.0x353.0（各）   | 南砺市立福光美術館         | 1912年（大正元年）                    |                       |                                                                       | |
| 筧           | 絹本著色     | 二曲一双           | 186.0x206.0（各）   | 南砺市立福光美術館         | 1914年（大正3年）                     | 第8回文展褒状         |                                                                       | 宮内庁買上。 |
| 春畫         | 絹本著色裏拍 | 六曲一双           | 166.4x374.5（各）   | 海の見える杜美術館         | 1914年（大正3年）                     | 第8回文展             |                                                                       | |
| 熱国妍春     | 絹本著色     | 六曲一双           | 175.4x372.0（各）   | 京都国立近代美術館         | 1918年（大正7年）                     | 第12回文展特選        | 両隻端に款記「光瑤」/「光瑤」白文方印・「群鶴過於瑤光印」朱文八角円印 | |
| 急雨孔雀     | 絹本著色     | 1幅                | 168.5x72.0          | 高岡市美術館               | 1919年（大正8年）                     |                       |                                                                       | |
| 燦雨         | 絹本著色     | 六曲一双           | 181.4x379.4（各）   | 南砺市立福光美術館         | 1919年（大正8年）                     | 第1回帝展特選         |                                                                       | これを見た画学生時代の上村松篁は「いつかこんな絵を描いてみたい」とつぶやき、のちの昭和47年（1972年）《燦雨》（松伯美術館）を描いた。 |
| 雪           |              | 二曲一双           |                     | 南砺市立福光美術館         | 1920年（大正9年）                     | 第2回帝展             |                                                                       | |
| 白孔雀       | 絹本著色     | 六曲一双           | 178.5×372.0（各）   | 大阪中之島美術館           | 1922年（大正11年）                    |                       |                                                                       | |
| 春律         | 絹本著色     | 二曲一隻           | 216.0×240.0         | 京都市美術館               | 1928年（昭和3年）                     | 第9回帝展             |                                                                       | |
| 孔雀図       | 金地著色     | 六曲一双           | 170x372（各）       | 海の見える杜美術館         | 1928年（昭和3年）頃                   |                       |                                                                       | |
| 寂光         | 絹本著色     | 二曲一隻           | 257.0x244.0         | 南砺市立福光美術館         | 1929年（昭和4年）                     | 第10回帝展審査員出品  |                                                                       | |
| 藤花孔雀之図 | 絹本著色     | 1幅                | 184.0x107.0         | 南砺市立福光美術館         | 1929年（昭和4年）                     | 羅馬開催日本美術展    |                                                                       | |
| 孔雀図       | 絹本金地著色 | 六曲一双           | 170.82x433.71（各） | ネルソン・アトキンス美術館 | 1929年（昭和4年）頃                   |                       |                                                                       | |
| 惜春         |              | 二曲一隻           |                     | 南砺市立福光美術館         | 1931年（昭和6年）                     | 第12回帝展            |                                                                       | |
| 花鳥の図     | 絹本著色     | 額1面              | 77.7x149.7          | 富山県水墨美術館           | 1935年（昭和10年）                    |                       |                                                                       | |
| 奔湍         | 絹本著色     | 六曲一双           | 179.0x376.0（各）   | 大西美術館                 | 1936年（昭和11年）                    | 第1回新文展           |                                                                       | |
| 晨朝         | 絹本著色     | 額装1面            | 178.8x169.7         | 富山県美術館               | 1939年（昭和14年）                    | 第3回新文展審査員出品 |                                                                       | |
| 襲           | 絹本著色     | 額装1面            | 219.5x141.5         | 個人                       | 1942年（昭和17年）                    | 第5回新文展           |                                                                       | |
| 聖苑         | 紙本著色     | 額装1面            | 201.0x268.8         | 大阪市立美術館             | 1943年（昭和18年）                    | 関西邦画展覧会        |                                                                       | |
| 富貴草       | 絹本著色     |                    | 182.0x91.5          | 秋水美術館                 |                                       |                       |                                                                       | |
| 雪山花信     | 未完成       | 襖絵40面の中の20面 |                     | 金剛峯寺奥殿               | 1933年（昭和8年）～1947年（昭和22年） | 没後70年 石崎光瑤展   |                                                                       | 絶筆。20面のうち、ヒマラヤシャクナゲと雉を描いた虹雉12面。                                                                           |